# Sparta Rotterdam
Maillots
Actualités
Le Sparta Rotterdam est un club de football néerlandais situé à Rotterdam. Il est fondé le 1er avril 1888, ce qui en fait le plus ancien club professionnel néerlandais. Le Sparta Rotterdam évolue en Eredivisie, le championnat de première division des Pays-Bas, dont il a remporté six fois le titre. La tenue du club a été copiée sur celle du club anglais de Sunderland.

## Histoire

### Les débuts
Le club est fondé le 1er avril 1888 sous le nom de Rotterdamsche Cricket & Football Club Sparta. C'est actuellement le plus ancien club de football professionnel encore en activité aux Pays-Bas. Le club est fondé par des étudiants, le sport principal est le cricket. En mars 1890, le club s'affilie à la Nederlandsche Voetbal en Atletiek Bond, la fédération d'athlétisme et de football. Le 18 décembre 1892, le club gagne 17 à 0 contre le Amersfoortsche Voetbalclub et établit un premier record. En 1893, le Sparta joue la première fois contre un club anglais (défaite 8 à 0), l'année suivante pour une autre rencontre et pour faire meilleure figure contre une équipe anglaise, le club se renforce avec les meilleurs joueurs du pays. Le match contre le FC Felixstowe, se solde par un match nul 1 à 1, ce match peut être considéré comme le premier match d'une sélection néerlandaise. En 1894, le Sparta créé la ligue de football de Rotterdam (Rotterdamse Voetbalbond ). En 1899, après une visite du club de Sunderland, le Sparta Rotterdam adopte la même tenue que le club anglais.
En 1905, se dispute le premier match officiel de l'équipe nationale, pour le lieu de la rencontre on choisi le quartier de Crooswijk à Rotterdam, le quartier du Sparta,.

### Première période dorée

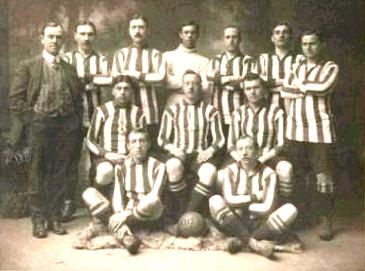
Le Sparta Rotterdam en 1913

Après sa fondation le Sparta Rotterdam se contente souvent d'une deuxième place dans les championnats, il faut attendre 1909 pour remporter le premier titre dans le Nederlandse Landskampioenen, le championnat des Pays-Bas de l'époque. Entre 1911 et 1913, le club remporte trois autres titres mettant fin à la domination du HVV La Haye. Un autre titre de champion en 1915 s'ajoute aux victoires en Coupe (NBLO-Beker) en 1909, 1910 et 1911. 
En 1916, le club déménage dans le quartier de Spangen où a été construit le stade Het Kasteel encore utilisé de nos jours.

### Deuxième période dorée

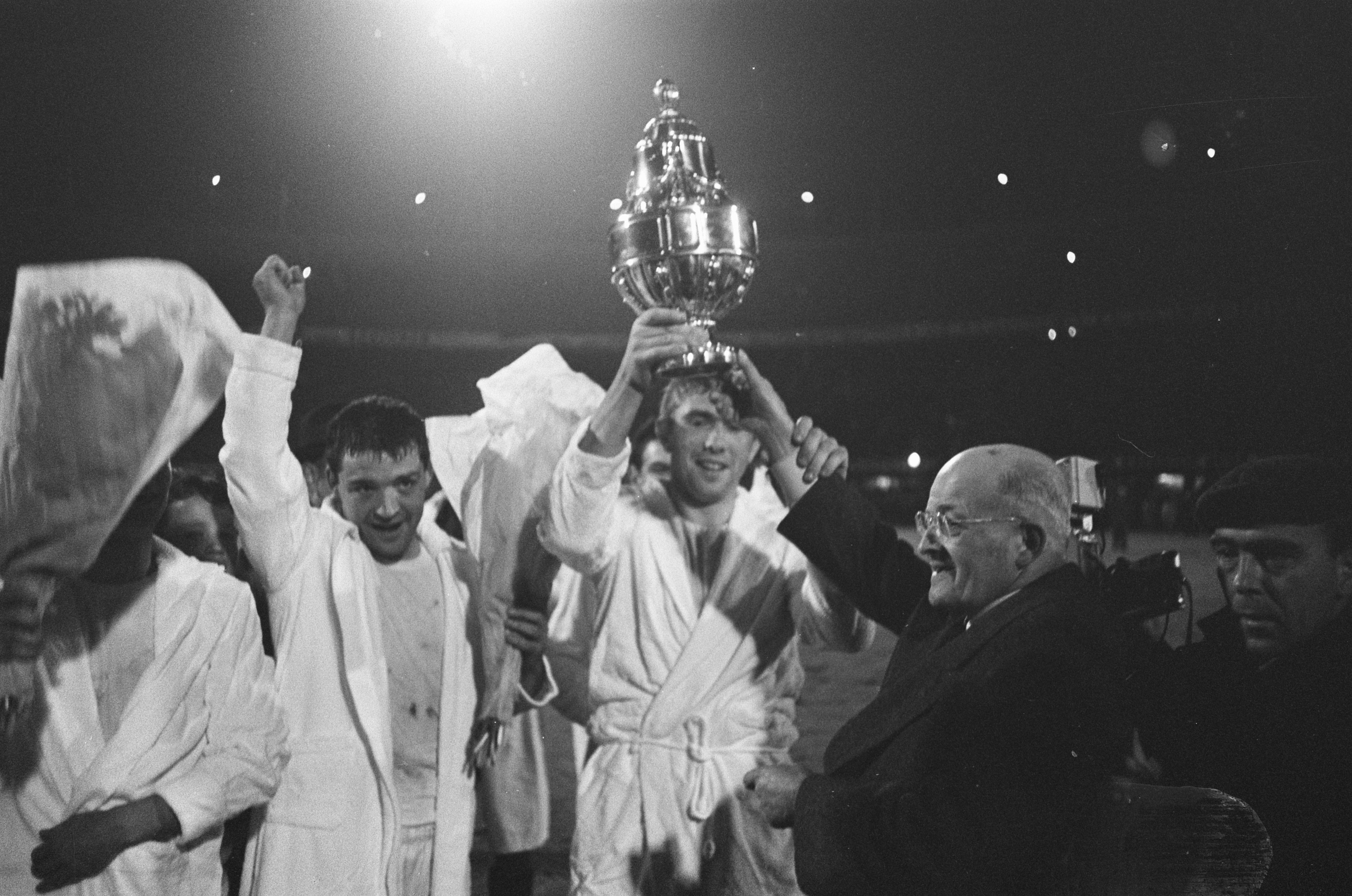
Coupe des Pays-Bas en 1966

À partir des années 1920, le club ne remporte que des championnats régionaux, ou se contente de titres de vice-champion. En 1956, le titre du championnat régional qualifie le Sparta pour la première saison du Championnat des Pays-Bas (Eredivisie). Deux ans plus tard le club gagne la Coupe des Pays-Bas (KNVB Beker) et en 1959 le premier titre de champion depuis presque 15 années d'attente. Le Sparta Rotterdam découvre la Coupe d'Europe, lors de la Coupe des clubs champions européens 1959-1960 le premier adversaire est le club suédois de Göteborg qui sera éliminé après un match d'appui en Allemagne 3 à 1 (les deux premières rencontres s'étant soldés par des victoires 3 à 1 à domicile pour chaque équipe). Lors des quarts de finale, le Sparta échouera contre les Glasgow Rangers une nouvelle fois dans un match d'appui. Après une défaite 2 à 3 à domicile, le Sparta gagne 1 à 0 en Écosse, lors du match d'appui à Londres le club de Rotterdam s'incline 2 à 3.
En 1961, le Sparta est qualifié pour la première édition de l'International football cup (prédécesseur de la Coupe Intertoto), le club termine à la première place de sa poule mais sera éliminé par le Slovan Bratislava en quart de finale.
Durant cette période l'intérêt pour le club est grandissant, il fallut agrandir le stade, la capacité passera à 31 000 places. En 1962 puis en 1966 le Sparta remporte la Coupe des Pays-Bas. Pour la saison 1963-1964, le Sparta se qualifie de nouveau pour l'International football cup, il terminera troisième dans le groupe remporté par le Bayern Munich.

### Les années 1970-1980
Pendant les années 1970 et 1980, le Sparta Rotterdam s'établit en haut du football néerlandais, il atteindra plusieurs fois la quatrième place, en 1972, 1973, 1983 et 1985, son meilleur classement en Eredivisie. Il participe aux compétitions européennes en 1970, 1975, 1983 et 1985.
En 1976, le club est renommé Sparta Rotterdam.
À partir de 1987, le club se trouve de plus en plus dans la moitié inférieure du classement.

### Les années 1990, le déclin
À part l'année 1996, où avec l'entraineur Henk ten Cate le Sparta atteint une sixième place et la finale de la Coupe, perdue 5 à 2 contre le PSV Eindhoven, les meilleures années du club sont passées. Après la saison 1998-1999 commence la période sombre du club, même si en fin de saison le club pu se sauver de la relégation en gagnant les barrages. Le même scénario se rejoue en 2000-2001, mais la saison suivante, lors des troisièmes barrages en quatre ans le club ne réussit pas à se maintenir.
Lors de sa première saison en deuxième division, le club avec une 8e place n'atteindra même pas les barrages de montée. La remontée s'effectuera deux saisons plus tard, le Sparta revient en Eredivisie pour la saison 2005-2006. Depuis son retour le club est souvent proche de la zone de relégation, et fera quelques aller retour entre les deux divisions.
Depuis 2019, le Sparta Rotterdam est de nouveau en Eredivisie.

## Football féminin
Déjà en 1896, le Sparta Rotterdam voulait créer une équipe féminine, mais la fédération refusa catégoriquement. En 2007, à la création de l'Eredivisie féminine le club ne propose aucune équipe. Il faut attendre 2017 et une collaboration avec Jeugd Voetbal Opleiding Zeeland pour créer une équipe féminine. Depuis 2021, la collaboration a pris fin, le club joue sous le nom de Sparta Rotterdam, il joue en U-23 nationale qui est l'antichambre de l'Eredivisie féminine. Le club étudie la possibilité d'inscrire une équipe dans l'élite du football féminin néerlandais.

## Stade

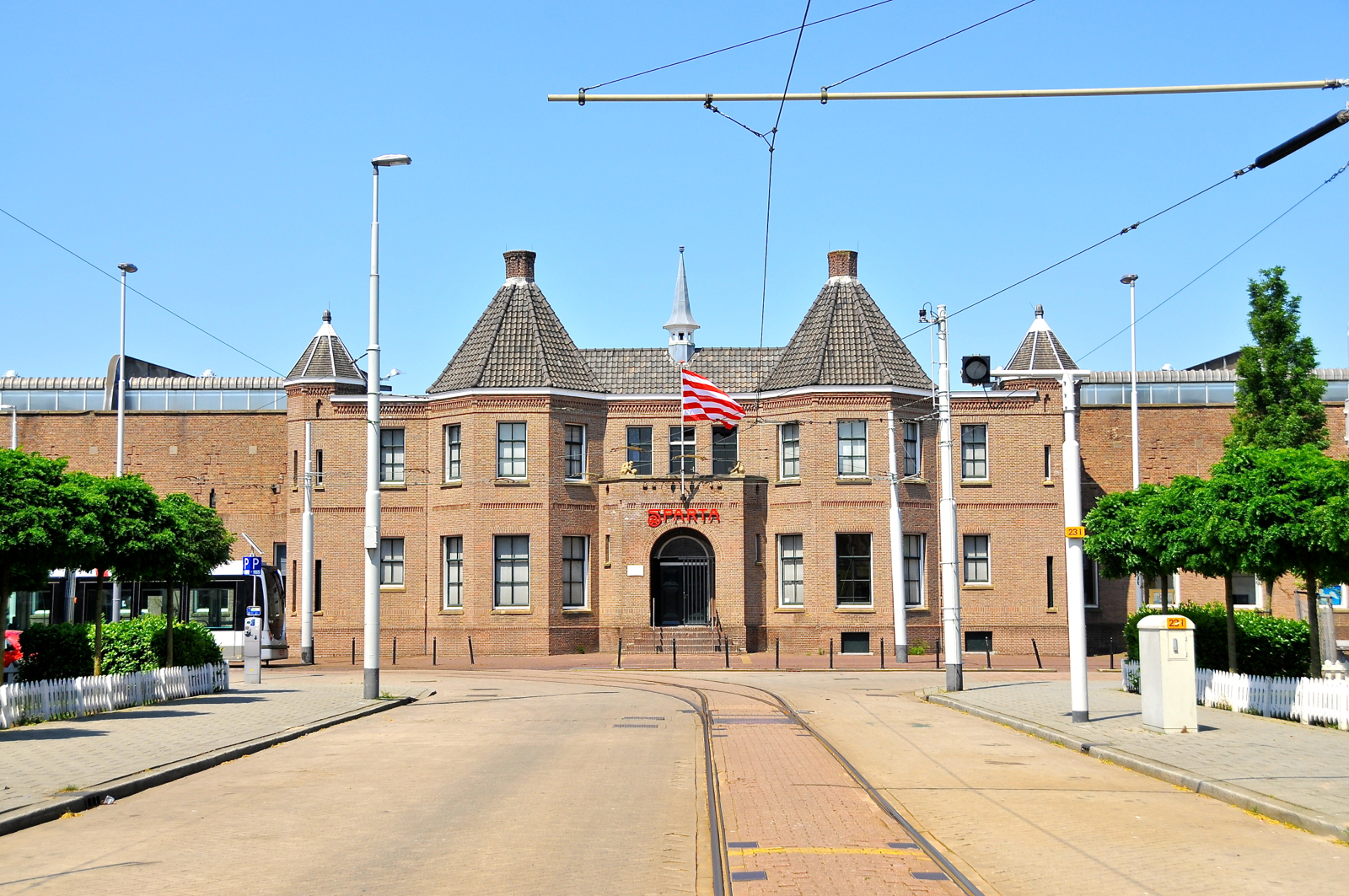
Vue extérieure du stade

Le Sparta Rotterdam joue ses matchs à domicile au Sparta Stadion Het Kasteel couramment appelé Het Kasteel (le château). Le stade construit en 1916 appartient au club, il comportait avant sa rénovation en  1998, 31 000 places, essentiellement debout. Lors de sa rénovation, le terrain de jeu est tourné d'un quart de tour, seul subsiste un bâtiment avec deux tours, qui donne son nom de château à l'édifice. Le stade compte désormais 10 599 places.

## Palmarès
- Championnat des Pays-Bas
  - Champions des Pays-Bas : 1909, 1911, 1912, 1913, 1915 et 1959
- Championnat des Pays-Bas de deuxième division
  - Vainqueur : 2016
- Coupe des Pays-Bas
  - Vainqueur : 1958, 1962, 1966
  - Finaliste : 1971

## Historique du logo

RV&AV Sparta Rotterdam
Ancien logo.

## Personnalités du club

### Anciens joueurs
- Luuk Balkestein (en)
- Tinus Bosselaar (nl)
- Dennis de Nooijer (en)
- Gérard de Nooijer (en)
- Memphis Depay
- Ernest Faber
- Ruud Geels
- Jan Klijnjan
- Kevin Strootman
- Wim van der Gijp (nl)
- Arjan van der Laan (en)
- Dave van der Meer (nl)
- Andries van Dijk (nl)
- Tonny van Ede (en)
- Louis van Gaal
- Georginio Wijnaldum
- Jetro Willems
- Winston Bogarde
- Danny Blind
- Marten de Roon
- Iliass Bel Hassani
- Rachid Bouaouzan
- Elbekay Bouchiba
- Nourdin Boukhari
- Ali El Khattabi
- Mourad Mghizrat